# Simone Weil

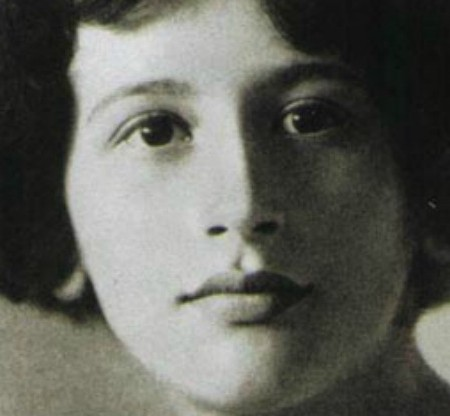
Simone Weil, 1921

Simone Weil (n. 3 februarie 1909, Paris, Franța – d. 24 august 1943, Ashford, Anglia, Regatul Unit) a fost o scriitoare franceză, pasionată de filozofie și de mistică creștină.

## Biografie
Simone Weil s-a născut la Paris în anul 1909 dintr-o familie de intelectuali evrei din clasa de mijloc. Mama ei era născută în Rostov-pe-Don.
Simone Weil a studiat la Lycée Henri-IV, unde l-a avut ca profesor pe Alain Emile Chartier. Și-a continuat studiile între anii 1928-1931 la École normale supérieure,  unde a fost remarcată, alături de Simone de Beauvoir, ca o femeie de o rară inteligență. A parcurs un drum intelectual sinuos, fiind inițial o înfocată activistă de stânga. A lucrat ca muncitoare la Uzinele Renault, unde a participat la grevele muncitorești din 1933. Ulterior s-a apropiat de mistica creștină. Ceea ce a rămas ca o constantă în sufletul ei a fost apropierea față de cei nenorociți și marginalizați. "Ori de câte ori mă gândesc la crucificarea lui Hristos, săvârșesc păcatul invidiei“, avea să scrie mai târziu în caietele sale filosofice. 
A murit la vârsta de numai 34 ani, în sanatoriul din Ashford, Marea Britanie, unde era tratată de tuberculoză.
Moartea sa a marcat mult intelectualitatea timpului său (Andre Gide, Albert Camus și Nicolae Steinhardt). Albert Camus avea să afirme că o nouă Europă postbelică va trebui să țină cont de exigențele gândirii sale.
(referință: McLellan, David (1990). Utopian Pessimist: The Life and Thought of Simone Weil. Poseidon Press.)